# Пуарье, Жермен
Жерме́н Пуарье́ (фр. Germain Poirier), или дом Пуарье (dom Poirier; 1724  — 1803, Париж) — французский философ и богослов из Парижа.

## Биография и творчество
В 1740 году 15-летним юношей вступил в конгрегацию св. Мавра (ордена бенедиктинцев); был профессором философии и богословия в различных училищах и хранителем архива в аббатстве Сен-Дени.
В 1762 году Пуарье, вместе с Жаком Пресьё (Jacques Précieux), издал XII-й том «Антологии трудов историков Галлии и Франции» (Recueil des historiens de France), к которому присоединил прекрасное вступление о формах правления во Франции в эпоху Генриха I. Он был также одним из анонимных авторов «L’Art de vérifier les dates» (1750).
В 1765 году Пуарье покинул было свою конгрегацию, но десять лет спустя снова вступил в неё. Около 1780 года сделался хранителем архивов аббатства Сен-Жермен-де-Пре, в 1785 году — членом Академии надписей.
Во время революции ему удалось спасти от уничтожения много драгоценных исторических документов. Он был членом революционной Комиссии памятников и комиссаром эксгумации королевских гробниц в аббатстве Сен-Дени в 1793—1794 годах.